# 创造日月星辰和植物
《创造日月星辰和植物》是西斯汀小堂天花板上米开朗基罗的九幅创世记湿壁画之一，按时间顺序排列是第二幅，描绘的是创世故事的第三天和第四天。 
在画面的右侧，上帝用右手指向太阳，用左手指向月亮。在画面的左侧，上帝的手臂伸向植物，背向观众。
梵蒂冈城（1994年）和印度（1975年）发行的邮票上印有《创造日月星辰和植物》。